# Jan Kazimierz Ćwikliński
Jan Kazimierz Ćwikliński (ur. 8 lutego 1850 w Gnieźnie, zm. 19 października 1924 w Tarnowskich Górach) – polski prawnik.
Syn Wojciecha, organisty kościelnego i Cecylii z Buszkiewiczów, brat Ludwika Ćwiklińskiego. Poślubił córkę Teofila Magdzińskiego, posła do parlamentu Rzeszy i sejmu pruskiego. Ukończył Królewskie Gimnazjum w Gnieźnie, gdzie w 1870 zdał maturę, później odbył studia prawnicze. Pracował jako adwokat w Poznaniu i Toruniu. Był sędzią powiatowym w Szubinie, następnie sędzia okręgowym w Kcyni, a od 1880 r. w Toruniu. W 1894 r. został mianowany radcą przy sądzie kameralnym w Berlinie.

Był jedynym Polakiem, który został powołany na wysokie stanowisko radcy przy najwyższym trybunale pruskim w Berlinie (…) wyróżnienie zawdzięczał Ć. głębokiej wiedzy prawniczej (…) korzystały z niej w Toruniu liczne rzesze Polaków, którym udzielał porad prawnych.

W 1919 został doradcą prawnym Głównego Urzędu Likwidacyjnego w Poznaniu, gdzie zajmował się normowaniem spornych kwestii między Polską a Niemcami. Powołania do Komisji Kodyfikacyjnej (z 22 sierpnia 1919 roku) nie przyjął z powodu postępującej ślepoty.
Przetłumaczył i wydał m.in. Ustawy o procesie cywilnym (Toruń, 1885). Był autorem m.in. ważnej dla spółek polskich rozprawy O towarzystwach i zjednoczeniach bez prawozdolności według niemieckiego prawa (Poznań, 1914). 
Opublikował też kilka mazurków i Śpiewnik dla przemysłowców (pod pseudonimem Nadwiślanin).
Został pochowany w Poznaniu.